# 1059
Il 1059 (MLIX in numeri romani) è un anno  dell'XI secolo.

## Eventi
- 24 giugno - Trattato di Melfi: Viene stipulato un accordo da papa Niccolò II con Roberto d'Altavilla, capo della Contea di Puglia, e con Riccardo I di Aversa, signore di Genzano e conte di Aversa
- 3 agosto - Giorno di inizio del Concilio di Melfi I
- 23 agosto - Concordato di Melfi: Ratifica dei rapporti stipulati nel precedente Trattato di Melfi. Legittimazione dei dominii dei Normanni nella penisola italiana
- 24 agosto - Bolla del Papa Niccolò II dal Concilio di Melfi I
- 25 agosto - Seduta conclusiva del Concilio di Melfi I
- Abolizione del privilegio ottoniano: con la bolla In Nomine Domini Niccolò II riserva l'elezione ai soli cardinali vescovi
- Il Principato di Capua passa dai longobardi ai normanni (a Riccardo Drengot, già conte di Aversa)
- Roberto d'Altavilla conte di Apulia, Calabria e Sicilia
- Ruggero I d'Altavilla ottiene dal fratello Roberto il Guiscardo il "castrum" bizantino di Mileto
- Dopo l'abdicazione di Isacco I Comneno viene nominato nuovo Basileus Costantino X Ducas.

## Nati
- Matilde d'Altavilla, contessa († 1112)
- Stefano Harding, monaco cristiano e abate inglese († 1134)
- Ibn Abī Yaʿlā, storico e giurista arabo († 1131)

## Morti
- 21 gennaio - Michele I Cerulario, arcivescovo ortodosso bizantino (n. 1000)
- 29 giugno - Bernardo II di Sassonia, nobile tedesco
- 14 agosto - Giselberto di Lussemburgo, nobile tedesco
- Abd Allah ibn Yasin al-Juzuli, personalità religiosa berbero
- Abu Mansur Wahsudan, sovrano curdo
- Michele VI Bringa, imperatore bizantino
- Eilika di Schweinfurt, nobile tedesca
- Guglielmo V d'Alvernia, conte
- Leonzio di Alessandria, arcivescovo ortodosso egiziano

## Calendario
| Calendario 1059 | Calendario 1059 | Calendario 1059 | Calendario 1059 | Calendario 1059 | Calendario 1059 | Calendario 1059 | Calendario 1059 | Calendario 1059 | Calendario 1059 | Calendario 1059 | Calendario 1059 | Calendario 1059 | Calendario 1059 | Calendario 1059 | Calendario 1059 | Calendario 1059 | Calendario 1059 | Calendario 1059 | Calendario 1059 | Calendario 1059 | Calendario 1059 | Calendario 1059 | Calendario 1059 | Calendario 1059 | Calendario 1059 | Calendario 1059 | Calendario 1059 | Calendario 1059 | Calendario 1059 | Calendario 1059 | Calendario 1059 | Calendario 1059 |
| --------------- | --------------- | --------------- | --------------- | --------------- | --------------- | --------------- | --------------- | --------------- | --------------- | --------------- | --------------- | --------------- | --------------- | --------------- | --------------- | --------------- | --------------- | --------------- | --------------- | --------------- | --------------- | --------------- | --------------- | --------------- | --------------- | --------------- | --------------- | --------------- | --------------- | --------------- | --------------- | --------------- |
|                 | 1               | 2               | 3               | 4               | 5               | 6               | 7               | 8               | 9               | 10              | 11              | 12              | 13              | 14              | 15              | 16              | 17              | 18              | 19              | 20              | 21              | 22              | 23              | 24              | 25              | 26              | 27              | 28              | 29              | 30              | 31              |                 |
| Gennaio         | Ve              | Sa              | Do              | Lu              | Ma              | Me              | Gi              | Ve              | Sa              | Do              | Lu              | Ma              | Me              | Gi              | Ve              | Sa              | Do              | Lu              | Ma              | Me              | Gi              | Ve              | Sa              | Do              | Lu              | Ma              | Me              | Gi              | Ve              | Sa              | Do              |                 |
| Febbraio        | Lu              | Ma              | Me              | Gi              | Ve              | Sa              | Do              | Lu              | Ma              | Me              | Gi              | Ve              | Sa              | Do              | Lu              | Ma              | Me              | Gi              | Ve              | Sa              | Do              | Lu              | Ma              | Me              | Gi              | Ve              | Sa              | Do              |                 |                 |                 |                 |
| Marzo           | Lu              | Ma              | Me              | Gi              | Ve              | Sa              | Do              | Lu              | Ma              | Me              | Gi              | Ve              | Sa              | Do              | Lu              | Ma              | Me              | Gi              | Ve              | Sa              | Do              | Lu              | Ma              | Me              | Gi              | Ve              | Sa              | Do              | Lu              | Ma              | Me              |                 |
| Aprile          | Gi              | Ve              | Sa              | Do              | Lu              | Ma              | Me              | Gi              | Ve              | Sa              | Do              | Lu              | Ma              | Me              | Gi              | Ve              | Sa              | Do              | Lu              | Ma              | Me              | Gi              | Ve              | Sa              | Do              | Lu              | Ma              | Me              | Gi              | Ve              |                 |                 |
| Maggio          | Sa              | Do              | Lu              | Ma              | Me              | Gi              | Ve              | Sa              | Do              | Lu              | Ma              | Me              | Gi              | Ve              | Sa              | Do              | Lu              | Ma              | Me              | Gi              | Ve              | Sa              | Do              | Lu              | Ma              | Me              | Gi              | Ve              | Sa              | Do              | Lu              |                 |
| Giugno          | Ma              | Me              | Gi              | Ve              | Sa              | Do              | Lu              | Ma              | Me              | Gi              | Ve              | Sa              | Do              | Lu              | Ma              | Me              | Gi              | Ve              | Sa              | Do              | Lu              | Ma              | Me              | Gi              | Ve              | Sa              | Do              | Lu              | Ma              | Me              |                 |                 |
| Luglio          | Gi              | Ve              | Sa              | Do              | Lu              | Ma              | Me              | Gi              | Ve              | Sa              | Do              | Lu              | Ma              | Me              | Gi              | Ve              | Sa              | Do              | Lu              | Ma              | Me              | Gi              | Ve              | Sa              | Do              | Lu              | Ma              | Me              | Gi              | Ve              | Sa              |                 |
| Agosto          | Do              | Lu              | Ma              | Me              | Gi              | Ve              | Sa              | Do              | Lu              | Ma              | Me              | Gi              | Ve              | Sa              | Do              | Lu              | Ma              | Me              | Gi              | Ve              | Sa              | Do              | Lu              | Ma              | Me              | Gi              | Ve              | Sa              | Do              | Lu              | Ma              |                 |
| Settembre       | Me              | Gi              | Ve              | Sa              | Do              | Lu              | Ma              | Me              | Gi              | Ve              | Sa              | Do              | Lu              | Ma              | Me              | Gi              | Ve              | Sa              | Do              | Lu              | Ma              | Me              | Gi              | Ve              | Sa              | Do              | Lu              | Ma              | Me              | Gi              |                 |                 |
| Ottobre         | Ve              | Sa              | Do              | Lu              | Ma              | Me              | Gi              | Ve              | Sa              | Do              | Lu              | Ma              | Me              | Gi              | Ve              | Sa              | Do              | Lu              | Ma              | Me              | Gi              | Ve              | Sa              | Do              | Lu              | Ma              | Me              | Gi              | Ve              | Sa              | Do              |                 |
| Novembre        | Lu              | Ma              | Me              | Gi              | Ve              | Sa              | Do              | Lu              | Ma              | Me              | Gi              | Ve              | Sa              | Do              | Lu              | Ma              | Me              | Gi              | Ve              | Sa              | Do              | Lu              | Ma              | Me              | Gi              | Ve              | Sa              | Do              | Lu              | Ma              |                 |                 |
| Dicembre        | Me              | Gi              | Ve              | Sa              | Do              | Lu              | Ma              | Me              | Gi              | Ve              | Sa              | Do              | Lu              | Ma              | Me              | Gi              | Ve              | Sa              | Do              | Lu              | Ma              | Me              | Gi              | Ve              | Sa              | Do              | Lu              | Ma              | Me              | Gi              | Ve              |                 |